# Годуновка (Сумская область)
Годуновка (укр. Годунівка) — село, Привольский сельский совет, Глуховский район, Сумская область, Украина.
Код КОАТУУ — 5921584803. Население по переписи 2001 года составляло 153 человека.

## Географическое положение
Село Годуновка находится на берегу реки Эсмань, выше по течению на расстоянии в 2 км расположено село Хотминовка, ниже по течению на расстоянии в 5 км расположен город Глухов. На реке большая запруда. Рядом проходит автомобильная дорога М-02 (E 101).

## Религия
- Покровская церковь (1771 год).